# Kaoru Ishikawa
Kaoru Ishikawa (石川馨?) (13 de julio de 1915 - 16 de abril de 1989) fue un químico industrial japonés, administrador de empresas y experto en el control de calidad, cuyo aporte fue la implementación de sistemas de calidad adecuados al valor de procesos empresariales. El sistema de calidad de este teórico incluyen dos tipos: gerencial y evolutivo. Se le considera el padre del análisis científico de las causas de problemas en procesos industriales, dando nombre al diagrama Ishikawa, cuyos gráficos agrupan por categorías todas las causas de los problemas. Su profunda creencia en la importancia de la calidad se ejemplifica en la siguiente cita: "Estoy convencido de que la paz y la prosperidad mundial necesitan un control de calidad. Por lo tanto, el control de calidad debe enseñarse y difundirse en todo el mundo".

## Biografía
Educado en una familia con extensa tradición industrial, Ishikawa se licenció en química en la Universidad de Tokio en 1939. De 1939 a 1947  trabajó en la industria y en el ejército. 
A partir de 1949, participó en la promoción del control de calidad, y desde entonces trabajó como consultor de numerosas empresas e instituciones comprometidas con las estrategias de desarrollo del Japón de la posguerra. 
Obtuvo su doctorado en ingeniería en la Universidad de Tokio y fue promovido a profesor en 1960, ejerciendo la docencia en el área de ingeniería de la misma universidad.
En 1952 Japón entró en la ISO (International Organization for Standardization), asociación internacional creada con el fin de fijar los estándares para las diferentes empresas y productos. Ishikawa se incorporó a ella en 1960 y desde 1977 fue el presidente de la delegación del Japón. Fue además presidente del Instituto de Tecnología Musashi de Japón.

## Aporte a la Administración
Fue quien destacó las diferencias entre los estilos de calidad japoneses y occidentales, debido a sus diferencias culturales. Su hipótesis principal fue que aspectos como que su país consta de una sociedad vertical, además de no haber sido influenciados por el taylorismo, diferencias de escritura, educación y religión fueron claves en el éxito japonés en el control de calidad.
Las principales ideas de Ishikawa se encuentran en su libro ¿Qué es el control total de calidad?: la modalidad japonesa. En él indica que el CTC (Control Total de Calidad) en Japón se caracteriza por la participación de todos, desde los más altos directivos hasta los empleados más bajos.
Puso especial atención en el desarrollo del uso de métodos estadísticos prácticos y accesibles para la industria. En 1943 desarrolló el primer diagrama para asesorar a un grupo de ingenieros de una industria japonesa. El Diagrama de Causa-Efecto se utiliza como una herramienta sistemática para encontrar, seleccionar y documentar las causas de la variación de la calidad en la producción, y organizar la relación entre ellas. De acuerdo con Ishikawa, el control de calidad en Japón se caracteriza por la participación de todos, desde los altos directivos hasta los empleados de más bajo rango, más que por los métodos estadísticos de estudio.
Ishikawa definió la filosofía administrativa que se encuentra detrás de la calidad, los elementos de los sistemas de calidad y lo que él denomina, las "siete herramientas básicas de la administración de la calidad", donde se le considera una fuerte inclinación hacia las técnicas estadísticas. También fue el encargado de desarrollar el proceso de auditoría utilizado para determinar si se selecciona una empresa para recibir el Premio Deming, la solución de problemas con base en equipos.

### Las 7 herramientas básicas para la administración de la calidad.
El proceso (es un diagrama, identificados de la manera más simplificada posible, utilizando varios códigos necesarios para el entendimiento de éste).
1. Hojas de control (implican la frecuencia utilizada en el proceso, así como las variables y los defectos que atribuyen).
2. Histogramas (visión gráfica de las variables).
3. Análisis  Pareto (clasificación de problemas, identificación y resolución).
4. Análisis de causa y efecto, Espina de pescado o Diagrama de Ishikawa (busca el factor principal de los problemas a analizar).
5. Diagramas de dispersión (definición de relaciones).
6. Gráficas de control (medición y control de la variación).
7. Análisis de Estratificación.

Las siete herramientas de calidad (también denominadas herramientas elementales de garantía de calidad, HC7 o herramientas elementales de calidad) se caracterizan por ser fáciles de usar, intensificar la cooperación de los empleados, visualizar las conexiones y los problemas y promover la creatividad en la resolución de problemas.

### ELEMENTOS CLAVES DE LA FILOSOFÍA DE ISHIKAWA
Algunos de los elementos clave de sus filosofías se resumen de esta manera:
1. La calidad empieza con la educación y termina con la educación.
2. El primer paso en la calidad es conocer lo que el cliente requiere.
3. El estado ideal del control de calidad ocurre cuando ya no es necesaria la inspección.
4. Eliminar la causa de raíz y no los síntomas.
5. El control de calidad es responsabilidad de todos los trabajadores y en todas las áreas.
6. No confundir los medios con los objetivos.
7. Poner la calidad en primer lugar y establecer sus perspectivas de las utilidades a largo plazo.
8. El comercio es la entrada y salida de la calidad.
9. Los directivos no deben demostrar enojo cuando sus subordinados presentan los hechos.
10. Noventa y cinco por ciento de los problemas en una empresa se solucionan con herramientas sencillas de análisis y solución de problemas.
11. Los datos sin información de difusión (es decir, la variabilidad) son falsos.